# 康怡花園烹夫案
康怡花園烹夫案是指1988年2月在香港發生的一宗命案，塑膠染料廠東主傅棠在失蹤1個多月後，其女兒到警署報案，警方其後拘捕傅棠的妻子馬潔芝並控以謀殺罪，馬潔芝供稱自己殺死傅棠後將其屍體肢解並煮熟棄置。此案是香港有史以來首宗找不到遇害人屍體而控以謀殺罪的案件，由於馬潔芝被證實患有精神分裂症，刑責上只可被控誤殺罪。1988年10月4日，陪審團以大比數裁定馬潔芝誤殺罪名成立，法官判處馬潔芝無限期入住小欖精神病治療中心接受治療，其後於1995年獲釋。

## 揭發案件
1988年3月31日下午5時，傅棠的大女兒傅美玲在律師陪同下到北角警署報案，表示父親已經失蹤一個多月，而母親馬潔芝曾經提及已經把丈夫殺掉。警方認為事態嚴重，將案件交由東區重案組跟進，經初步調查後，於4月1日凌晨1時在灣仔汕頭街2至10號的一個單位內拘捕傅棠的妻子馬潔芝，列作懷疑謀殺案處理，其後以謀殺罪起訴馬潔芝。
警方其後再拘捕馬潔芝任職理髮匠的54歲弟弟馬顯坤及另外兩名男子梁傑志、石志明，指控他們於2月21日企圖行劫傅棠。

## 聆訊及審訊
馬潔芝和馬顯坤於1988年4月4日在中央裁判署提堂，而涉及參與行劫的梁杰忠、石志明則在4月8日於同一地點提堂，裁判官將馬潔芝、馬顯坤、梁傑志和石志明所涉及的罪行分為3個案件處理。1988年6月1日，控方決定撤銷梁傑志及石志明的控罪，二人當庭獲釋，而馬顯坤則被加控非法禁錮罪。中央裁判署於6月12日裁定馬潔芝及馬顯坤所犯罪行表面證據成立，並將案件轉介到高等法院審理。

### 受審爭議
案件於1988年9月29日開審，控辯雙方首先就馬潔芝的精神狀態是否適合受審展開爭論，代表控方的精神科醫生表示被告馬潔芝明白控罪性質，並了解法庭正在進行的事情，認為馬潔芝適合答辯；代表辯方的兩名精神科醫生認為馬潔芝與丈夫的關係欠佳，在長期容忍下出現幻覺，傅美玲向法庭展示一封由馬潔芝所寫的信件，內容講述自己如何被丈夫殺害，並要求女兒替她找傅棠報仇，因此辯方認為馬潔芝不適合答辯。此外，控辯雙方的精神科醫生均表示馬潔芝患有慢性精神分裂症，經常懷疑自己被人迫害，並產生幻覺，分不清幻想或事實，結果陪審團以大比數裁定馬潔芝適合出庭受審。

### 陳述案情
檢察官陳述案情時表示，被告馬潔芝年齡為58歲，與年齡相同、經營塑膠染料生意的傅棠為夫妻關係，育有兩名女兒，二人與任職洋行秘書的大女兒於案發時一同住在康怡花園，後來遷往灣仔汕頭街的住所，已婚的幼女則定居美國。1988年2月，馬潔芝懷疑傅棠有婚外情，其後於2月21日找來弟弟馬顯坤，同時以每人港幣8,000元的報酬聘請任職地盤工人的梁杰忠和石志明，三人到康怡花園的案發單位將傅棠四肢綑綁、以膠布封口及掩眼，要求傅棠交出較早前出售物業所得的20萬元但遭拒絕，三人其後離開現場個多小時後被馬潔芝召回，要求他們將傅棠的四肢綁在碌架床的四條支架上，馬潔芝要求傅棠與同居女子斷絕關係，並索取數10萬元，但不成功。翌日中午，馬潔芝拿一碗粥準備餵傅棠，傅棠自行鬆綁後，指馬潔芝合謀親戚打劫他，並取碗連粥襲擊馬潔芝的頭部，馬潔芝用鐵鎚還擊，混亂間將傅棠擊斃。
馬潔芝要求女傭外出購買電鋸，嘗試以電鋸肢解傅棠的屍體，發覺血肉飛濺後改用鐵鋸，並將人體殘肢放入焗爐及大煲煮熟，以免有血水滲出及發臭，然後分多次當作垃圾拋棄，同時清洗單位內的血跡及以紅色墨水掩蓋沾染在睡床和地氈的血跡，其後僱人將有關的物品搬走。被告的大女兒傅美玲曾於2月22日聽到其父母就婚外情的事情爭吵，並於當天晚上回家時發現馬潔芝正在清理血跡，馬潔芝在女兒傅美玲詢問傅棠下落時表示已經把傅棠殺死，傅美玲以為母親開玩笑，沒有即時報警，約一個月後，傅棠的弟弟前來查問傅棠的下落，感到事件不尋常，與傅美玲商量後決定到警署報案。

### 證物
此案是香港有史以來首宗找不到遇害人屍體而控以謀殺罪的案件，警方到案發現場搜證時，涉案的物品例如鐵鎚、電鋸、廚具及傢俬等均已經被棄置無法尋回，案發單位亦曾經被清洗。化驗師利用儀器進行血跡反應測試，發現睡房及客廳的地板、牆壁、窗簾布及天花板有很多肉眼看不清楚的細微血跡，從案發現場搬到新居的兩個櫃也有血跡，而廚房及浴室的喉管內同樣有血跡的反應，但難以證實血跡是屬於傅棠。馬潔芝被捕後與警方一同返回案發現場重演案發經過，由鑑證人員拍下錄影帶，在案件審訊期間於法庭上播放給陪審團觀看。

## 判決
案件於1988年10月4日審結，法官引導陪審團作出裁決時表示，此案是一宗反常案件，由於找不到屍體，因此未有足夠的證供指證被告曾經殺人，而兩名具有經驗的精神病專家，均實證被告於20年前開始患上幻想被害的精神分裂症，根據法例，如被告於殺人時精神不正常，其刑事責任則大為減輕，只能算是誤殺。法官提醒陪審團要忘記所有偏見及不要理會外間傳說，應根據在法庭內所聽到的證供和證物作出裁決，假如陪審團認為被告向警方承認殺人的證供是真確，應裁定被告誤殺罪名成立，否則應將被告釋放，陪審團只須以大比數即可裁定被告誤殺罪名成立，如認為被告罪名不成立，則意見必須一致。由4男3女組成的陪審團退庭商議6小時後，以5比2票數裁定馬潔芝誤殺罪名成立，法官判處馬潔芝無限期入住精神病院接受治療。
1988年10月7日，馬潔芝的弟弟馬顯坤在高等法院承認非法禁錮傅棠，獲輕判入獄2年緩刑2年。法官在判決時表示，這是一宗特別的案件，也是一宗家庭悲劇，馬潔芝向被告求助，表示傅棠有婚外情並虐打她，而被告與兩名朋友到案發單位綑綁傅棠及假裝行劫時，沒有攜帶任何武器，顯示他們並非職業罪犯，日後重犯的可能性不大，因此輕判被告，而被告在案發後已經被警方扣留了兩個半月，因此接納辯方律師要求，判予被告緩刑，讓被告可當庭獲釋。

## 後續發展
此外被媒體喻為「香港十大奇案」之一，案發單位多年來不斷被傳媒、市民及靈異愛好者描繪成「香港最猛凶宅」之一，案發後2年，該物業以港幣一百一十多萬元出售予投資者，投資者隨即將物業放售圖利，但沒有買家願意接手，其後改為將物業招租，租客均是外籍人士，當中包括足球員湯美及其家人，案發單位的業主曾經於1990及2000年以拍賣形式出售此物業，但不成功，而鄰近案發單位的物業價格亦受到負面影響。
此案被告馬潔芝在小欖精神病治療中心接受治療7年後，醫生認為她的精神狀況已經康復，並於1995年底獲釋。2008年5月，靈異節目主持人陳雲海到土瓜灣嘗試尋找傅棠昔日的廠房，並向附近的街坊打聽傅棠家人的下落，但廠房原址已由其他商舖取代，也沒有人知道傅棠家人的下落，雲海亦嘗試到康怡花園的案發單位按門鈴拜訪住客，但沒有人應門。

## 改編作品

### 電視電影
此案的部分情節曾被改編成電影及著作，包括1992年亞洲電視出品的電視電影《香港奇案之烹夫》（英語：Hong Kong Criminal Archives - Husband in Cook）。

### 電影
- 1993年上映的電影《烹夫》（英語：My Better Half）。[30]
- 2022年上映的電影《神探大戰》中，對此案件亦有提及，但案件被改為「香港仔避風塘烹屍案」。

### 著作
1994年李大幫的著作《屋邨猛鬼錄（三）》的其中一個單元故事《北角康怡花園人心大補湯》。

### 小說
2016年出版的單元故事小說《變態殺人狂》的《惡有惡報》單元。